# Children of the Corn III: Urban Harvest
Children of the Corn III: Urban Harvest is een Amerikaanse horrorfilm uit 1995 onder regie van James D.R. Hickox. Het is het derde deel in de Children of the Corn-filmserie.
Zowel Nicholas Brendon, Ivana Miličević als Charlize Theron maakte in Children of the Corn III: Urban Harvest zijn of haar filmdebuut.

## Verhaal
William en Amanda Porter nemen Eli en Joshua op in hun gezin als pleegkinderen. Hier blijven ze hun Amish-kleren uit Gatlin dragen, waardoor ze buitenbeentjes zijn in Chicago. Eli keurt de levensstijl van het moderne stadsvolk op zijn beurt ook af. Hij haalt He Who Walks Behind the Rows daarom naar Chicago.

## Rolverdeling
| Acteur           | Personage             |
| ---------------- | --------------------- |
| Daniel Cerny     | Eli                   |
| Ron Melendez     | Joshua                |
| Michael Ensign   | Eerwaarde Frank Nolan |
| Jon Clair        | Malcolm Elkman        |
| Mari Morrow      | Maria Elkman          |
| Duke Stroud      | Earl                  |
| Rance Howard     | Medewerker            |
| Brian Peck       | Jake Witman           |
| Nancy Lee Grahn  | Amanda Porter         |
| Jim Metzler      | William Porter        |
| Garvin Funches   | T-Loc                 |
| Yvette Freeman   | Samantha              |
| Charlize Theron  | Eli's volger          |
| Ivana Milicevic  | Eli's volger          |
| Nicholas Brendon | Basketbalspeler       |